# Lista występów Ingrid Bergman

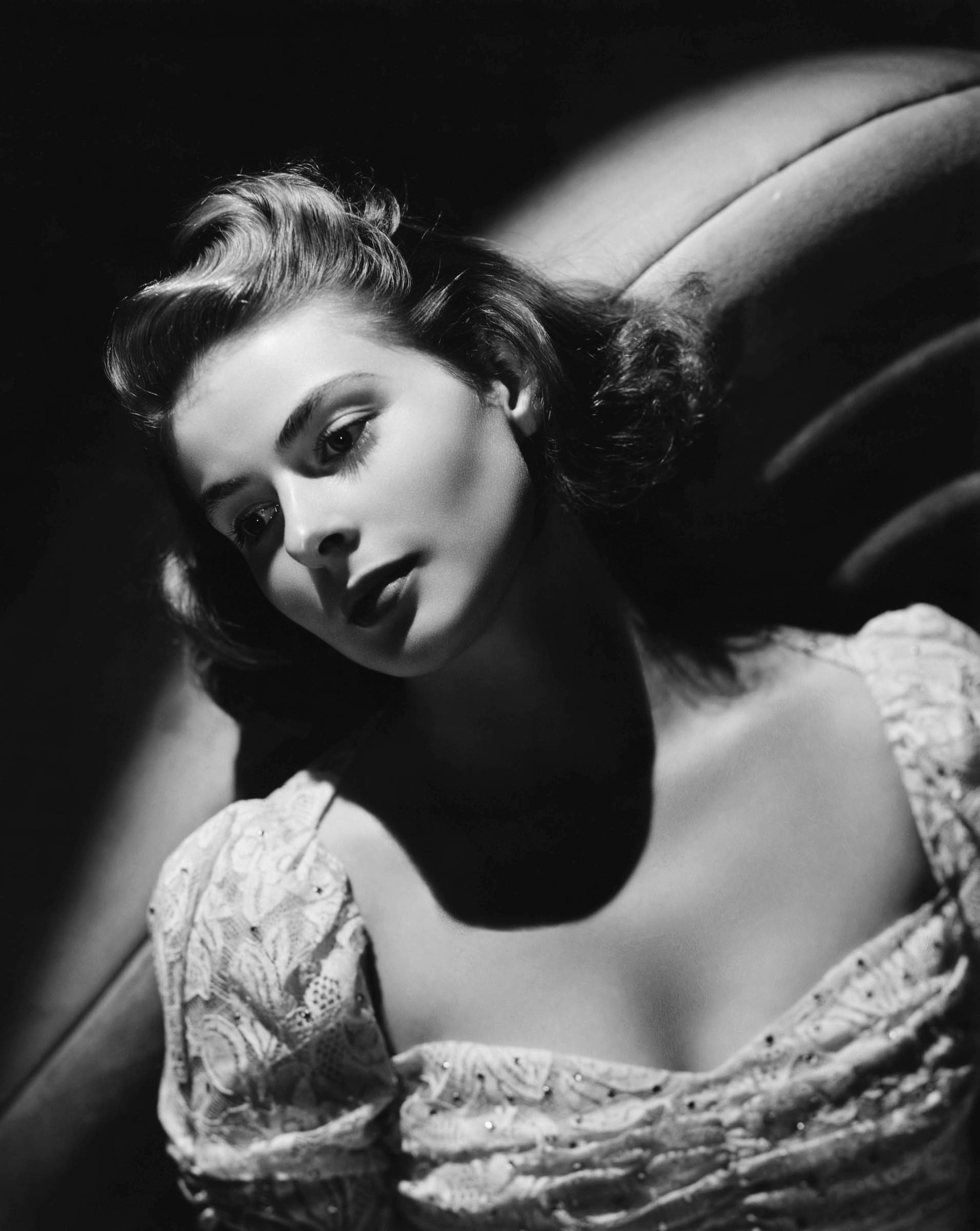
Ingrid Bergman (1939)

Ingrid Bergman (1915–1982) w swej 49-letniej karierze występowała w filmach, radiu, telewizji i na scenie. Zagrała w 46 produkcjach fabularnych. Była siedmiokrotnie nominowana do nagrody Akademii Filmowej i osiem razy do Złotego Globu, z czego zdobyła trzy Oscary i cztery nagrody Hollywoodzkiego Stowarzyszenia Prasy Zagranicznej. Uważana jest za jedną z największych i najwybitniejszych gwiazd filmowych w historii amerykańskiego i światowego kina.
Karierę rozpoczęła od statystowania w dramacie Landskamp (1932, reż. Gunnar Skoglund). W 1933 podjęła naukę w szkole aktorskiej Królewskiego Teatru Dramatycznego w Sztokholmie, którą przerwała po roku, ze względu na pracę w przemyśle filmowym. Występowała w szwedzkich produkcjach, m.in. w komedii Hrabia z Mostu Mnicha (reż. Edvin Adolphson, Sigurd Wallén), dramacie Bränningar (reż. Ivar Johansson) oraz komediodramacie Rodzina Swedenhielmów (wszystkie z 1935, reż. Gustaf Molander), zbierając przychylne recenzje od skandynawskich krytyków; pojawiały się też pierwsze wzmianki o niej w amerykańskiej prasie branżowej, która, podobnie jak i szwedzka, coraz częściej komplementowała jej grę w kolejnych filmach. W 1936 wystąpiła u boku Gösty Ekmana w dramacie Intermezzo (reż. Gustaf Molander). Zapoczątkował on międzynarodową karierę Bergman, a jej kreacja zwróciła uwagę Davida O. Selznicka, który trzy lata później zrealizował amerykańską wersję filmu (reż. Gregory Ratoff). Partnerował jej Leslie Howard. W 1938 stworzyła docenianą rolę w dramacie Twarz kobiety (reż. Gustaf Molander).
Od lat 40. XX wieku rozwijała karierę w Hollywood, występując w szeregu kasowych i przebojowych produkcji, w tym m.in. w horrorze Doktor Jekyll i pan Hyde (1941, reż. Victor Fleming) ze Spencerem Tracym i Laną Turner, melodramacie noir Casablanca (1942, reż. Michael Curtiz) u boku Humphreya Bogarta – w którym jako Ilsa Lund wykreowała pierwszą znaczącą rolę w swym dorobku (i z którą jest najbardziej utożsamiana), a sam film zyskał miano kultowego – w melodramacie wojennym Komu bije dzwon (1943, reż. Sam Wood) z Garym Cooperem – za występ w którym otrzymała pierwszą nominację do Oscara dla najlepszej aktorki pierwszoplanowej – i w dreszczowcu psychologicznym Gasnący płomień (1944, reż. George Cukor) u boku Charles’a Boyera i Josepha Cottena – kreacja Pauli Alquist Anton przyniosła jej Oscara dla najlepszej aktorki pierwszoplanowej, a także Złoty Glob dla najlepszej aktorki w filmie dramatycznym. Kontynuację kariery za oceanem stanowiły role w psychologicznym dreszczowcu noir Urzeczona (1945, reż. Alfred Hitchcock), gdzie partnerował jej Gregory Peck, komediodramacie musicalowym Dzwony Najświętszej Marii Panny (1945, reż. Leo McCarey) z Bingiem Crosbym – za rolę duchownej Mary Benedict uzyskała trzecią nominację do Oscara oraz zdobyła drugi Złoty Glob – i w melodramatycznym dreszczowcu psychologiczno-szpiegowskim noir Osławiona (1946, reż. Alfred Hitchcock) u boku Cary’ego Granta. Sportretowanie Joanny d’Arc w biograficznym dramacie historycznym o tym samym tytule (1948, reż. Victor Fleming) przyniosło jej czwartą nominację do Oscara.
W latach 50. występowała we włoskich filmach reżyserowanych przez jej drugiego męża, Roberto Rosselliniego, m.in. w dramatach Stromboli, ziemia bogów (1950) i Europa ’51 (1952), które – z uwagi na międzynarodowy skandal, jaki wywołał związek pary – spotykały się z ignorancją lub miażdżącą krytyką i kłopotami z dystrybucją. Do Hollywood wróciła główną rolą w dramacie historycznym Anastazja (1956, reż. Anatole Litvak) z Yulem Brynnerem, za którą otrzymała drugiego Oscara dla najlepszej aktorki pierwszoplanowej i trzeci Złoty Glob. W następnych latach z powodzeniem występowała w amerykańskich i europejskich obrazach – m.in. w komedii romantycznej Niedyskrecja (1958, reż. Stanley Donen) z Carym Grantem, dramacie biograficznym Gospoda Szóstego Dobrodziejstwa (1958, reż. Mark Robson) z Curdem Jürgensem i Robertem Donatem, screwball comedy Kwiat kaktusa (1969, reż. Gene Saks) z Walterem Matthau i Goldie Hawn w obsadzie, kryminale Morderstwo w Orient Expressie (1974, reż. Sidney Lumet) – rola misjonarki Grety Ohlsson przyniosła jej trzeciego Oscara, za drugoplanową kreację – i w dramacie Jesienna sonata (1978, reż. Ingmar Bergman) z Liv Ullmann. Za występ w nim otrzymała siódmą nominację do Oscara dla najlepszej aktorki pierwszoplanowej.
W latach 1946–1948 była notowana w pierwszej dziesiątce najbardziej dochodowych amerykańskich aktorek. Jedenaście filmów z jej udziałem było zestawianych w pierwszej dziesiątce podsumowań roku w amerykańskim box offisie, z czego Dzwony Najświętszej Marii Panny osiągnęły najwyższą pozycję. Szesnaście filmów, w których wzięła udział, było nominowanych przynajmniej do jednego Oscara, a dziewięć z nich zdobyło co najmniej jedną statuetkę. Siedemnaście produkcji z jej udziałem, po uwzględnieniu inflacji, przekroczyło sumę 100 milionów dolarów dochodu z biletów na rynku krajowym.

## Filmografia

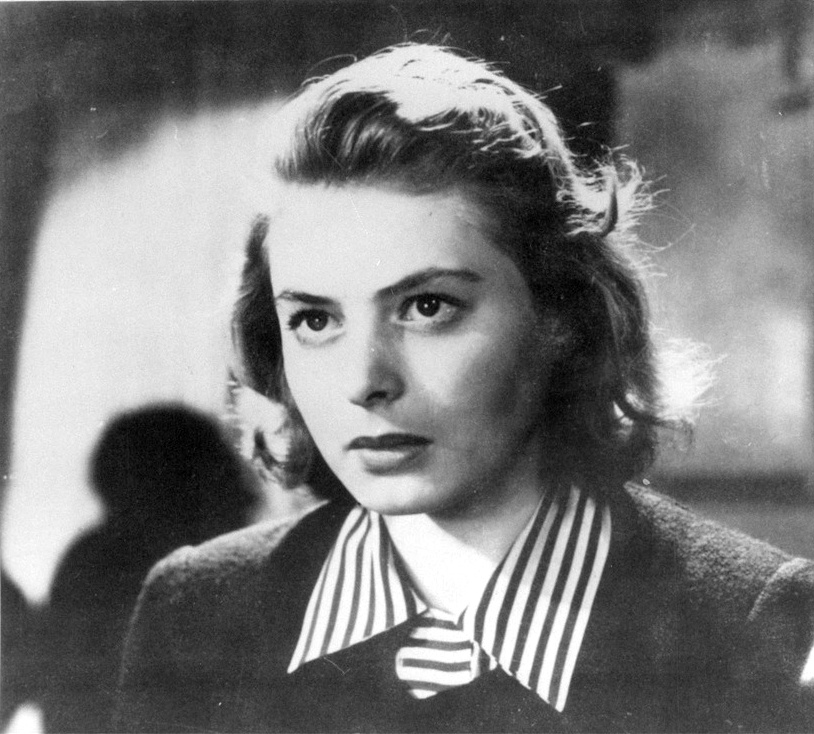
Bergman w kadrze z filmu Hrabia z Mostu Mnicha (1935)

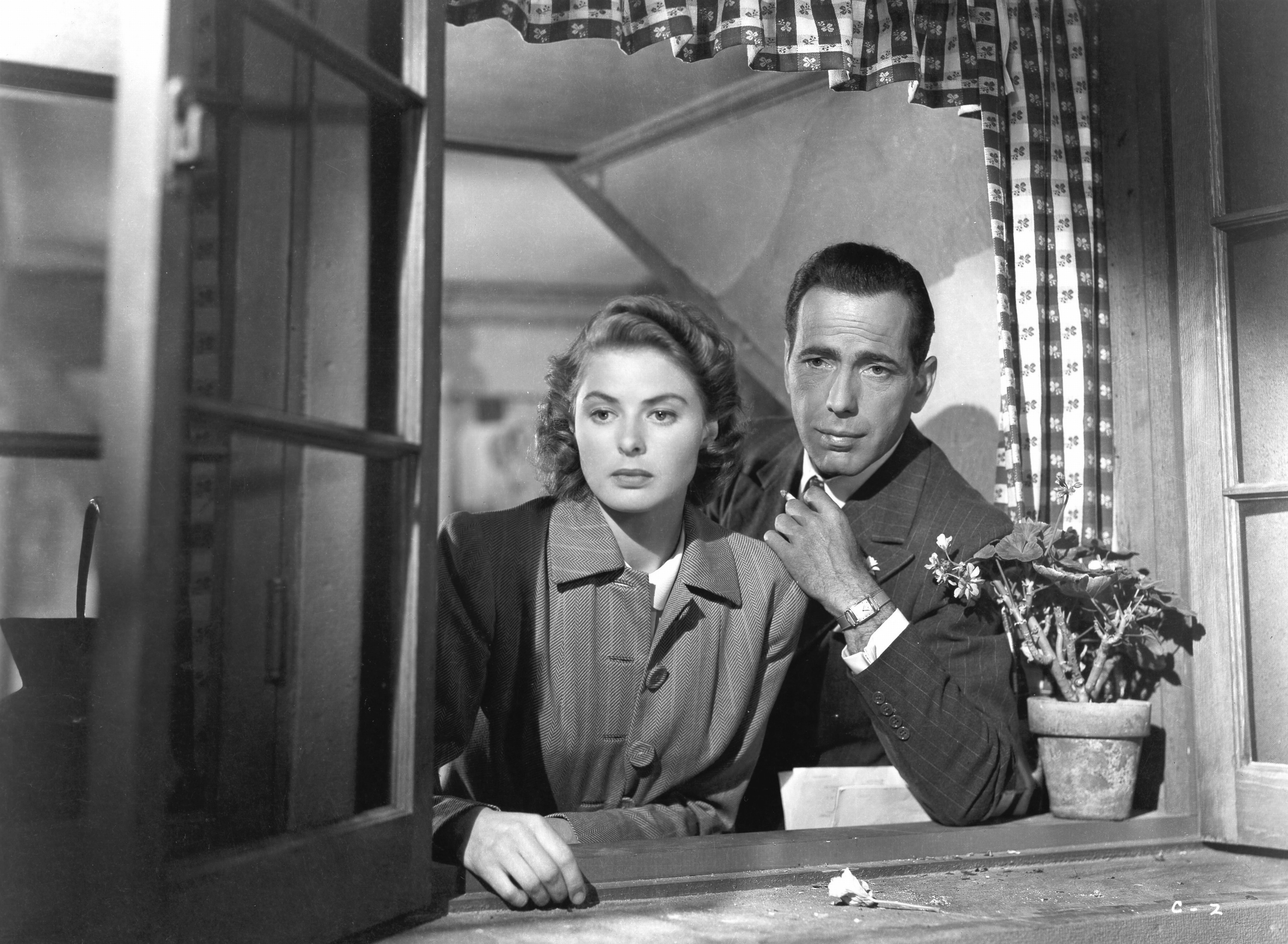
Bergman i Humphrey Bogart w filmie Casablanca (1942)

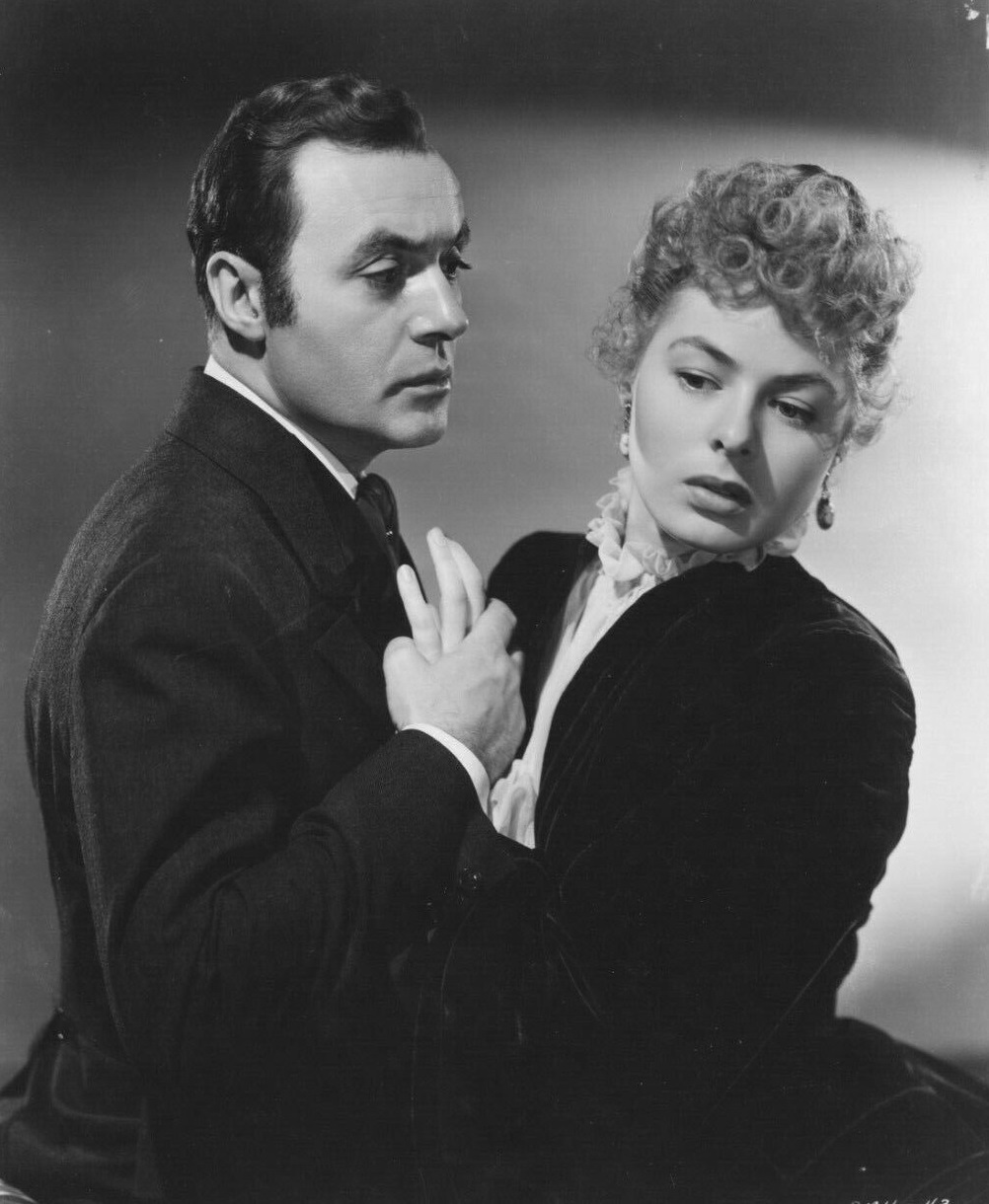
Charles Boyer i Bergman w filmie Gasnący płomień (1944)

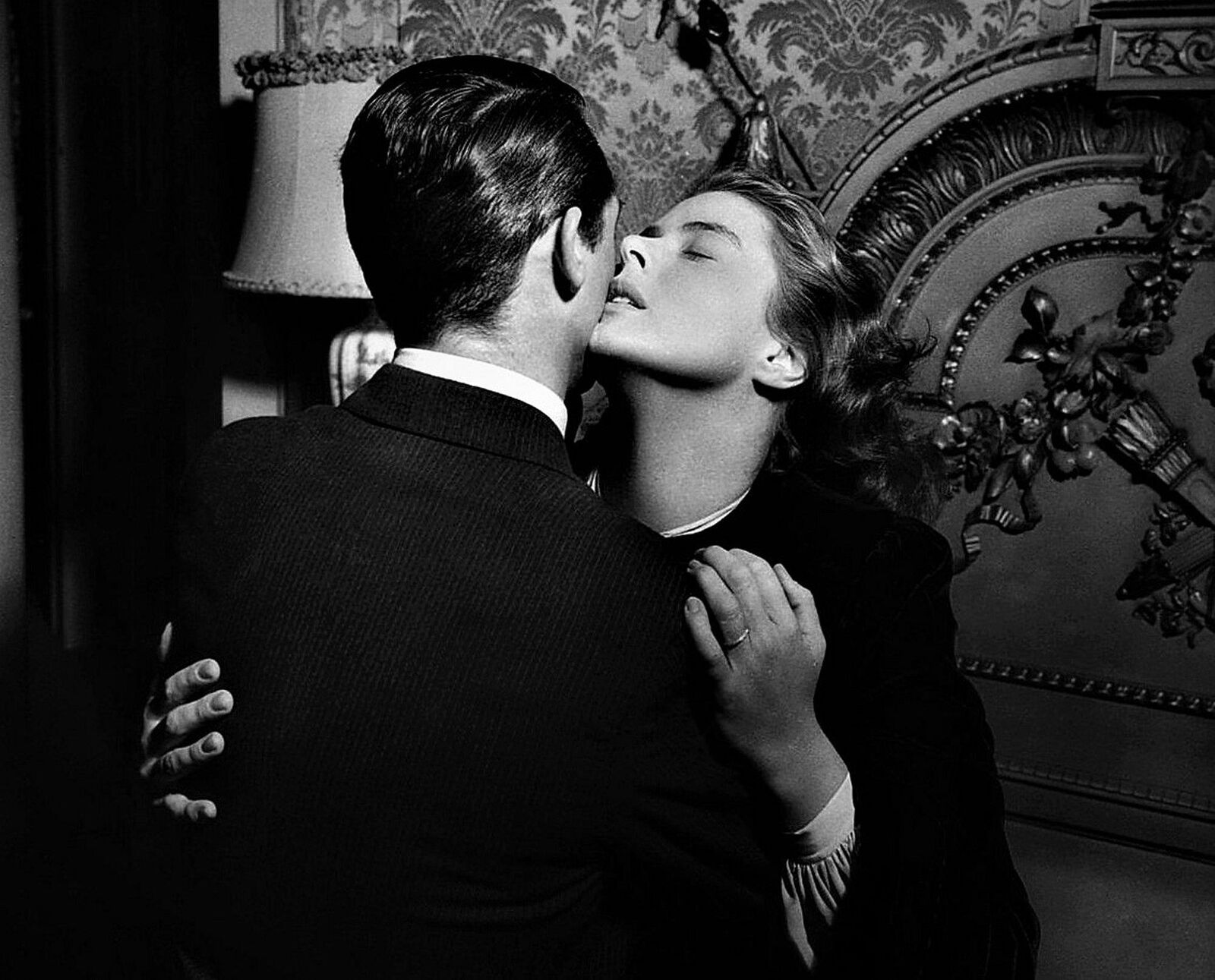
Cary Grant i Bergman w kadrze z filmu Osławiona (1946)

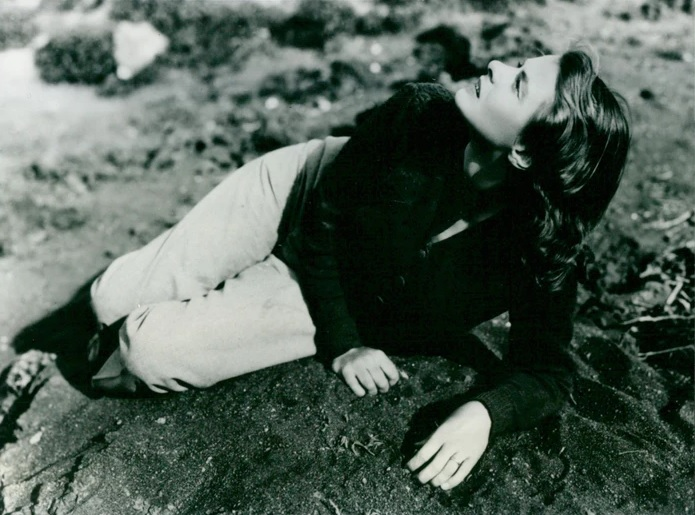
Bergman w filmie Stromboli, ziemia bogów (1950)

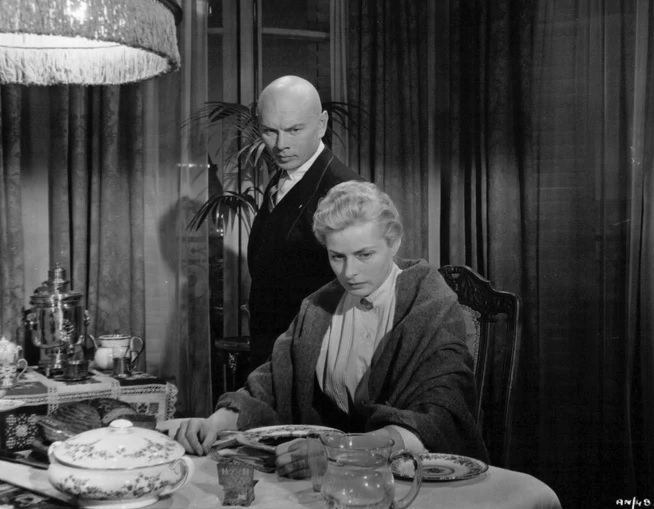
Yul Brynner i Bergman w filmie Anastazja (1956)

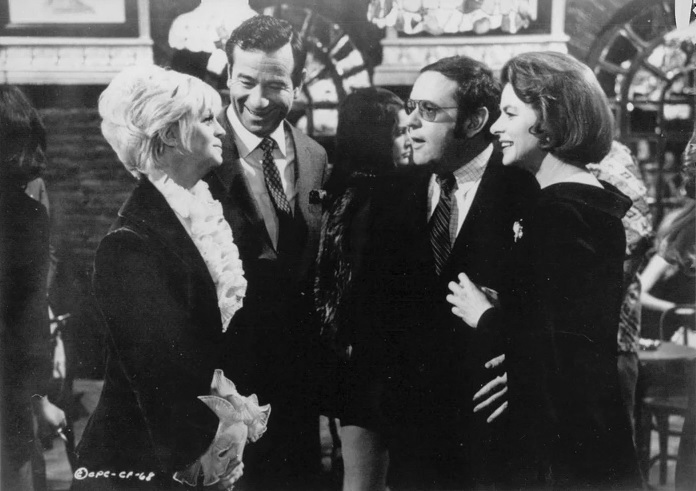
Hawn, Matthau, Jack Weston i Bergman w kadrze z filmu Kwiat kaktusa (1969)

| Rok  | Tytuł                                                | Rola                                      | Tytuł oryg. / uwagi                                                                               | Źr      |
| ---- | ---------------------------------------------------- | ----------------------------------------- | ------------------------------------------------------------------------------------------------- | ------- |
| 1932 | Landskamp                                            | dziewczyna w kolejce po pracę             | tytuł alt.: International Match, niewym. w czołówce                                               | [ 40 ]  |
| 1935 | Hrabia z Mostu Mnicha                                | pokojówka Elsa Edlund, siostrzenica Klary | Munkbrogreven, tytuł alt.: The Count of the Old Town                                              | [ 41 ]  |
| 1935 | Bränningar                                           | Karin Ingman                              | tytuły alt.: Ocean Breakers, The Surf                                                             | [ 42 ]  |
| 1935 | Rodzina Swedenhielmów                                | Astrid, narzeczona Bo Swedenhielma        | Swedenhielms                                                                                      | [ 43 ]  |
| 1935 | Noce Walpurgi                                        | Lena Bergström, córka Fredrika            | Valborgsmässoafton, tytuł alt.: Walpurgis Night                                                   | [ 44 ]  |
| 1935 | Tagning „På solsidan”                                | Eva                                       | film krótkometrażowy, poszczególne sceny nagrywano 17 października 1935                           | [ 45 ]  |
| 1936 | Po słonecznej stronie                                | Eva Bergh                                 | På solsidan, tytuł alt.: On the Sunny Side                                                        | [ 46 ]  |
| 1936 | Intermezzo                                           | Anita Hoffman                             |                                                                                                   | [ 47 ]  |
| 1937 | Katt över vägen                                      | kobieta w lustrze                         | film krótkometrażowy                                                                              | [ 48 ]  |
| 1938 | Dollar                                               | aktorka Julia Balzar                      |                                                                                                   | [ 49 ]  |
| 1938 | Twarz kobiety                                        | Anna Holm (aka Anna Paulsson)             | En kvinnas ansikte, tytuł alt.: A Woman’s Face                                                    | [ 50 ]  |
| 1938 | Nasza czwórka                                        | Marianne Kruge                            | Die Vier Gesellen, tytuł alt.: The Four Companions                                                | [ 51 ]  |
| 1939 | Samotna noc                                          | Eva Beckman                               | En enda natt, tytuł alt.: Only One Night                                                          | [ 52 ]  |
| 1939 | Intermezzo                                           | Anita Hoffman                             | tytuł alt.: Intermezzo: A Love Story, remake filmu z 1936                                         | [ 54 ]  |
| 1940 | Juninatten                                           | Kerstin Norbäc (aka Sara Nordanå)         | tytuł alt.: June Night                                                                            | [ 55 ]  |
| 1941 | Adam Had Four Sons                                   | Emilie Gallatin                           |                                                                                                   | [ 56 ]  |
| 1941 | Rage in Heaven                                       | Stella Bergen                             | [ 57 ]                                                                                            |         |
| 1941 | Doktor Jekyll i pan Hyde                             | barmanka Ivy Peterson                     | Dr. Jekyll and Mr. Hyde, remake filmu z 1931                                                      | [ 59 ]  |
| 1942 | Casablanca                                           | Ilsa Lund                                 |                                                                                                   | [ 60 ]  |
| 1943 | Komu bije dzwon                                      | María                                     | For Whom the Bell Tolls                                                                           | [ 61 ]  |
| 1943 | Swedes in America                                    | ona sama                                  | film krótkometrażowy zrealizowany dla Biura Informacji Wojennej (OWI)                             | [ 64 ]  |
| 1943 | Gunder Hägg i USA                                    | ona sama                                  | filmy dokumentalne, krótkometrażowe                                                               | [ 65 ]  |
| 1943 | Med Gunder i Amerika                                 | ona sama                                  | filmy dokumentalne, krótkometrażowe                                                               | [ 66 ]  |
| 1944 | Gasnący płomień                                      | Paula Alquist Anton                       | Gaslight, remake filmu z 1940                                                                     | [ 69 ]  |
| 1944 | Breakdowns of 1944                                   | ona sama                                  | film krótkometrażowy, komedia                                                                     | [ 70 ]  |
| 1944 | Red Cross Promo                                      | ona sama                                  | film krótkometrażowy wyprodukowany przez Amerykański Czerwony Krzyż (ARC)                         | [ 71 ]  |
| 1945 | Urzeczona                                            | doktor Constance Petersen                 | Spellbound                                                                                        | [ 72 ]  |
| 1945 | Saratoga Trunk                                       | Clio Dulaine                              | film nagrany w 1943                                                                               | [ 77 ]  |
| 1945 | Dzwony Najświętszej Marii Panny                      | siostra Mary Benedict                     | The Bells of St. Mary’s                                                                           | [ 78 ]  |
| 1946 | Osławiona                                            | Alicia Huberman                           | Notorious                                                                                         | [ 79 ]  |
| 1946 | The American Creed                                   | ona sama                                  | film krótkometrażowy                                                                              | [ 80 ]  |
| 1948 | Łuk triumfalny                                       | Joan Madou                                | Arch of Triumph, film nagrany w 1946                                                              | [ 82 ]  |
| 1948 | Joanna d’Arc                                         | Joanna d’Arc                              | Joan of Arc                                                                                       | [ 83 ]  |
| 1949 | Pod znakiem Koziorożca                               | lady Henrietta Flusky                     | Under Capricorn                                                                                   | [ 84 ]  |
| 1950 | Stromboli, ziemia bogów                              | Karin Bjorsen                             | Stromboli, tytuł alt.: Stromboli, Land of God                                                     | [ 85 ]  |
| 1951 | Santa Brigida                                        | ona sama                                  | film dokumentalny zrealizowany dla organizacji Save the Children                                  | [ 86 ]  |
| 1952 | Europa ’51                                           | Irene Girard                              | tytuły alt.: Europe ‘51, The Greatest Love                                                        | [ 87 ]  |
| 1953 | Jesteśmy kobietami                                   | ona sama                                  | Siamo donne, tytuły alt.: We, the Women, Of Life and Love, segment „Kurczak”                      | [ 89 ]  |
| 1953 | För barnens skull                                    | ona sama                                  | dokument krótkometrażowy ukazujący działania pomocowe dla dzieci w Europie po II wojnie światowej | [ 90 ]  |
| 1953 | Kort möte med familjen Rossellini                    | ona sama                                  | film dokumentalny, krótkometrażowy                                                                | [ 91 ]  |
| 1953 | Med Ingrid Bergman på Berns                          | ona sama                                  | film krótkometrażowy z okazji 20-lecia Szwedzkiego Towarzystwa Filmowego w Bernie                 | [ 92 ]  |
| 1954 | Podróż do Włoch                                      | Katherine Joyce                           | Viaggio in Italia, tytuły alt.: Journey to Italy, Voyage to Italy, Strangers                      | [ 93 ]  |
| 1954 | Strach                                               | Irene Wagner                              | La Paura, tytuły alt.: Fear, Angst                                                                | [ 94 ]  |
| 1954 | Joanna d’Arc na stosie                               | Giovanna d’Arco (Joanna d’Arc, narracja)  | Giovanna d’Arco al rogo, tytuł alt.: Joan of Arc at the Stake                                     | [ 95 ]  |
| 1956 | Helena i mężczyźni                                   | arystokratka Helena Sokorowska            | Elena et les Hommes, tytuły alt.: Elena and Her Men, Paris Does Strange Things                    | [ 96 ]  |
| 1956 | Anastazja                                            | Anna Koreff / Anastazja                   | Anastasia                                                                                         | [ 97 ]  |
| 1958 | Niedyskrecja                                         | aktorka Anna Kalman                       | Indiscreet                                                                                        | [ 98 ]  |
| 1958 | Gospoda Szóstego Dobrodziejstwa                      | misjonarka Gladys Aylward                 | The Inn of the Sixth Happiness                                                                    | [ 99 ]  |
| 1959 | Flyktinglägret                                       | ona sama                                  | film krótkometrażowy                                                                              | [ 100 ] |
| 1959 | Djurgårdsmässan                                      | ona sama                                  | film dokumentalny, krótkometrażowy                                                                | [ 101 ] |
| 1959 | Chroniques de France No. 3                           | ona sama                                  |                                                                                                   | [ 102 ] |
| 1959 | The Camp                                             | narratorka                                | film krótkometrażowy wyprodukowany przez Światowy Komitet Narodów Zjednoczonych ds. Uchodźców     | [ 103 ] |
| 1961 | Żegnaj ponownie                                      | Paula Tessier                             | Goodbye Again, tytuł alt.: Aimez-vous Brahms?                                                     | [ 104 ] |
| 1961 | Auguste / Kolka, My Friend                           | ona sama (cameo)                          |                                                                                                   | [ 105 ] |
| 1964 | Wizyta starszej pani                                 | Karla Zachanassian                        | The Visit                                                                                         | [ 106 ] |
| 1964 | Pappa Sandrew                                        | ona sama                                  | film dokumentalny, krótkometrażowy                                                                | [ 107 ] |
| 1965 | Żółty Rolls-Royce                                    | Gerda Millett                             | The Yellow Rolls-Royce, wystąpiła w trzecim segmencie                                             | [ 110 ] |
| 1967 | Stymulacja                                           | Mathilde Hartman                          | Stimulantia, wystąpiła w krótkometrażowym segmencie „Naszyjnik”, film nagrano w 1964              | [ 113 ] |
| 1969 | Kwiat kaktusa                                        | Stephanie Dickinson                       | Cactus Flower                                                                                     | [ 114 ] |
| 1970 | Henri Langlois                                       | ona sama                                  | film dokumentalny                                                                                 | [ 115 ] |
| 1970 | Spacer w wiosennym deszczu                           | Libby Meredith                            | A Walk in the Spring Rain                                                                         | [ 116 ] |
| 1973 | From the Mixed-Up Files of Mrs. Basil E. Frankweiler | pani Basil E. Frankweiler                 | tytuł alt.: The Hideaways                                                                         | [ 117 ] |
| 1974 | Morderstwo w Orient Expressie                        | misjonarka Greta Ohlsson                  | Murder on the Orient Express                                                                      | [ 118 ] |
| 1976 | Kwestia czasu                                        | hrabina Lucretia Sanziani                 | A Matter of Time                                                                                  | [ 119 ] |
| 1977 | Bakomfilm Höstsonaten                                | ona sama                                  | tytuł alt.: The Making of Autumn Sonata, film krótkometrażowy                                     | [ 120 ] |
| 1978 | Jesienna sonata                                      | Charlotte Andergast                       | Autumn Sonata, tytuł alt.: Höstsonaten                                                            | [ 121 ] |

## Telewizja
Poniższa tabela przedstawia wykaz ról telewizyjnych Bergman i jej występy w filmach dokumentalnych (nie uwzględnia udziału w programach typu talk-show i uroczystych galach, na których pełniła role prezenterki):
| Rok  | Tytuł                                       | Rola                                | Informacje                                                                              | Stacja               | Źr              |
| ---- | ------------------------------------------- | ----------------------------------- | --------------------------------------------------------------------------------------- | -------------------- | --------------- |
| 1959 | Ford Startime                               | bezimienna guwernantka              | film telewizyjny, odcinek: „The Turn of the Screw”, data emisji: 20 października        | NBC                  | [ 124 ] [ 125 ] |
| 1961 | 24 godziny z życia kobiety                  | Clare Lester                        | 24 Hours in a Woman's Life, film telewizyjny, data emisji: 20 marca                     | CBS                  | [ 126 ] [ 127 ] |
| 1963 | Hedda Gabler                                | Hedda Gabler                        | skrócona, telewizyjna wersja sztuki Henrika Ibsena z 1890, data emisji: 20 września     | CBS                  | [ 126 ] [ 128 ] |
| 1967 | Głos ludzki                                 | kobieta                             | The Human Voice, telewizyjna wersja monodramu Jeana Cocteau z 1930, data emisji: 4 maja | ABC                  | [ 129 ] [ 130 ] |
| 1967 | Bogart                                      | ona sama                            | telewizyjne filmy dokumentalne                                                          | ABC                  | [ 131 ]         |
| 1972 | Tribute to Bogart                           | ona sama, osoba udzielająca wywiadu | telewizyjne filmy dokumentalne                                                          | BBC                  | [ 132 ]         |
| 1977 | Hollywood Greats                            | ona sama                            | serial telewizyjny, odcinek „Humphrey Bogart” z 1 września                              | BBC Television       | [ 133 ]         |
| 1978 | Hommage à Rossellini                        | ona sama                            | telewizyjne filmy dokumentalne                                                          | GIT                  | [ 134 ]         |
| 1979 | Ingrid Bergman: An All-Star Salute          | ona sama                            | telewizyjne filmy dokumentalne                                                          | CBS                  | [ 135 ]         |
| 1980 | Chaos Supersedes E.N.S.A..                  | ona sama, osoba udzielająca wywiadu | miniserial dokumentalny                                                                 | ITV                  | [ 136 ]         |
| 1981 | Ingrid Bergman at the National Film Theatre | ona sama                            | telewizyjny film dokumentalny                                                           | BBC Television       | [ 137 ]         |
| 1982 | Kobieta o imieniu Golda                     | Golda Meir                          | A Woman Called Golda, film telewizyjny, data emisji: 26 i 28 kwietnia                   | Paramount Television | [ 138 ]         |

## Radio
Poniższa tabela nie uwzględnia uroczystych gal (transmitowanych jedynie drogą radiową), na których Bergman otrzymywała lub wręczała nagrody:

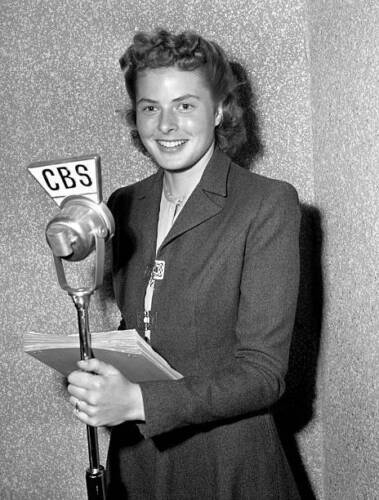
Bergman w trakcie radiowej adaptacji filmu Jak w siódmym niebie w Lux Radio Theatre, 1 grudnia 1941

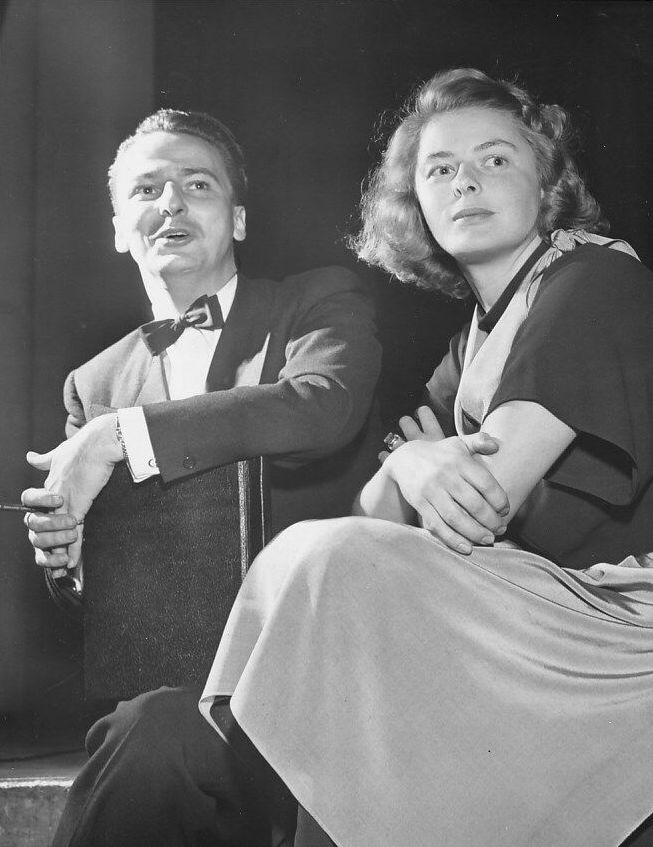
Fletcher Markle i Bergman podczas prac nad radiową adaptacją sztuki Anna Christie w Ford Theatre, 21 stycznia 1949

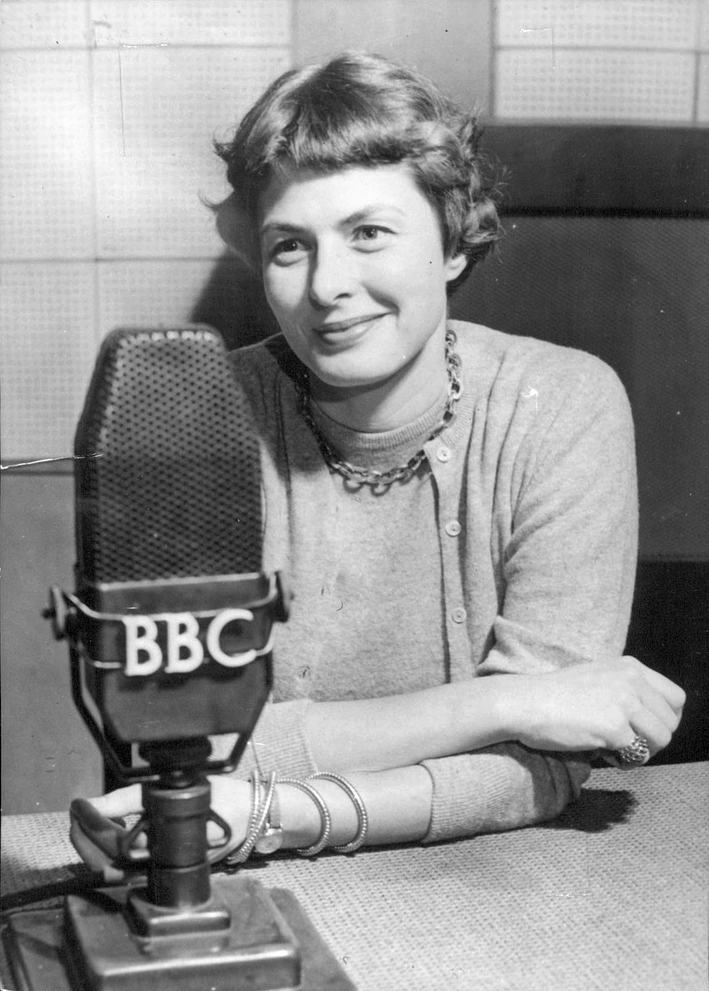
Bergman w trakcie wywiadu w BBC Radio (1955)

| Rok  | Program                               | Odcinek                                                            | Rola                           | Data emisji         | Źr              |
| ---- | ------------------------------------- | ------------------------------------------------------------------ | ------------------------------ | ------------------- | --------------- |
| 1940 | Lux Radio Theatre                     | Intermezzo                                                         | Anita Hoffman                  | 29 stycznia         | [ 139 ] [ 141 ] |
| 1941 | Lux Radio Theatre                     | Jak w siódmym niebie                                               | Trina                          | 1 grudnia           | [ 142 ]         |
| 1942 | The Kate Smith Variety Show           |                                                                    | występy gościnne               | 16 stycznia         | [ 143 ] [ 144 ] |
| 1942 | Readers and Writers                   | 24 marca                                                           | występy gościnne               | [ 145 ] [ 146 ]     |                 |
| 1942 | Cavalcade of America                  | „The Silent Heart”                                                 | Jenny Lind                     | 30 marca            | [ 145 ] [ 147 ] |
| 1942 | CBS Looks At Hollywood                | Komu bije dzwon                                                    | María                          | b.d.                | [ 148 ]         |
| 1943 | The Screen Guild Theater              | Casablanca                                                         | Ilsa Lund                      | 26 kwietnia         | [ 148 ] [ 149 ] |
| 1943 | Mail Call                             |                                                                    | ona sama (gospodyni)           | b.d.                | [ 150 ]         |
| 1943 | The Jack Benny Program                | Casablanca                                                         | Ilsa Lund                      | 17 października     | [ 139 ]         |
| 1944 | March of Dimes                        | „1944 March of Dimes Campaign”                                     | ona sama                       | 15 stycznia         | [ 151 ]         |
| 1944 | The Star and the Story                | „Mayerling”                                                        | Maria Vetsera                  | 2 kwietnia          | [ 148 ]         |
| 1944 | Everything for the Boys               | Śmierć odpoczywa                                                   | Grazia                         | 25 kwietnia         | [ 139 ]         |
| 1944 | Silver Theater                        | The Guardsman                                                      | żona aktora                    | 21 maja             | [ 148 ] [ 152 ] |
| 1944 | Rudy Vallée Show                      | Premiere Show                                                      | występ gościnny                | 9 września          | [ 148 ] [ 153 ] |
| 1944 | The Screen Guild Theater              | Anna Karenina                                                      | Anna Arkadiewna Karenina       | 30 października     | [ 154 ]         |
| 1944 | The Kate Smith Variety Show           |                                                                    | występ gościnny                | 12 listopada        | [ 155 ]         |
| 1945 | Mail Call                             |                                                                    | ona sama                       | 7 lutego            | [ 139 ]         |
| 1945 | Lux Radio Theatre                     | Komu bije dzwon                                                    | María                          | 12 lutego           | [ 139 ]         |
| 1945 | Command Performance                   |                                                                    | występ gościnny                | 29 marca            | [ 139 ]         |
| 1945 | Arch Oboler’s Plays                   | Strange Morning                                                    | panna Stewart                  | 5 kwietnia          | [ 139 ]         |
| 1945 | Our Hour of National Sorrow           | „A Tribute to President Roosevelt”                                 | czytająca wiersz               | 15 kwietnia         | [ 150 ] [ 156 ] |
| 1945 | Seventh War Loan Drive Show           | „Victory in Europe Special”                                        | panna Stewart                  | 13 maja             | [ 148 ] [ 157 ] |
| 1945 | Lux Radio Theatre                     | Intermezzo                                                         | Anita Hoffman                  | 4 czerwca           | [ 139 ] [ 148 ] |
| 1945 | The Fred Waring Show                  |                                                                    | ona sama                       | 14 sierpnia         | [ 158 ] [ 159 ] |
| 1945 | The Jack Benny Program                | Gasnący płomień                                                    | Paula Alquist Anton, ona sama  | 14 października     | [ 139 ] [ 148 ] |
| 1945 | Newspaper Guild Page-One Awards       |                                                                    | ona sama                       | 6 grudnia           | [ 160 ]         |
| 1946 | The Bob Hope Show                     | „Look Achievement Awards”                                          | ona sama                       | 5 lutego lub 2 maja | [ 148 ] [ 161 ] |
| 1946 | Lux Radio Theatre                     | Gasnący płomień                                                    | Paula Alquist Anton            | 29 kwietnia         | [ 139 ] [ 148 ] |
| 1946 | United Jewish Appeal                  | „The Star Spangled Way”                                            | ona sama                       | 16 maja             | [ 162 ]         |
| 1946 | The Screen Guild Theater              | Dzwony Najświętszej Marii Panny                                    | siostra Mary Benedict          | 26 sierpnia         | [ 148 ]         |
| 1947 | Centennial Anniversary of Ellen Terry | „Born in a Merry Hour”                                             | ona sama                       | 27 lutego           | [ 163 ]         |
| 1947 | Building for Peace                    | „Flood Tide”                                                       | holenderska matka              | marzec              | [ 164 ]         |
| 1947 | Theater Guild on the Air              | Still Life                                                         | Laura Jesson                   | 6 kwietnia          | [ 148 ]         |
| 1947 | The Screen Guild Theater              | Dzwony Najświętszej Marii Panny                                    | siostra Mary Benedict          | 6 października      | [ 139 ] [ 148 ] |
| 1947 | U.S.O. Campaign                       |                                                                    | ona sama                       | b.d.                | [ 165 ]         |
| 1947 | Words with Music                      | czytająca poezję Carla Sandburga, Edny St. Vincent Millay i innych | [ 150 ]                        | b.d.                |                 |
| 1948 | Lux Radio Theatre                     | Osławiona                                                          | Alicia Huberman                | 26 stycznia         | [ 139 ] [ 148 ] |
| 1948 | Theater Guild on the Air              | Anna Karenina                                                      | Anna Arkadiewna Karenina       | 18 kwietnia         | [ 148 ]         |
| 1948 | The Jack Benny Program                | Red Cross Flood Relief Show                                        | ona sama                       | 13 czerwca          | [ 139 ]         |
| 1948 | Lux Radio Theatre                     | Dziwne losy Jane Eyre                                              | Jane Eyre                      | 14 czerwca          | [ 139 ] [ 148 ] |
| 1948 | Ford Theatre                          | Dama kameliowa                                                     | Marguerite Gautier             | 12 listopada        | [ 166 ] [ 167 ] |
| 1948 | Lux Radio Theatre                     | Siódma zasłona                                                     | Francesca Cunningham           | 13 grudnia          | [ 139 ] [ 148 ] |
| 1949 | The Screen Guild Theater              | Osławiona                                                          | Alicia Huberman                | 6 stycznia          | [ 148 ]         |
| 1949 | Ford Theatre                          | Anna Christie                                                      | Anna „Christie” Christopherson | 21 stycznia         | [ 139 ]         |
| 1949 | Great Scenes from Great Plays         | Dom lalki                                                          | Nora Helmer                    | 18 lutego           | [ 139 ]         |
| 1949 | The MGM Theater of the Air            | Anna Karenina                                                      | Anna Arkadiewna Karenina       | 9 grudnia           | [ 139 ]         |
| 1954 | Stage-Struck                          | „Why Young Actors Try to Break Into the Theatre”                   | ona sama                       | 10 stycznia         | [ 150 ] [ 168 ] |
| 1954 | The Jack Benny Program                | „Season Finale”                                                    | ona sama                       | 2 maja              | [ 139 ]         |

## Scena

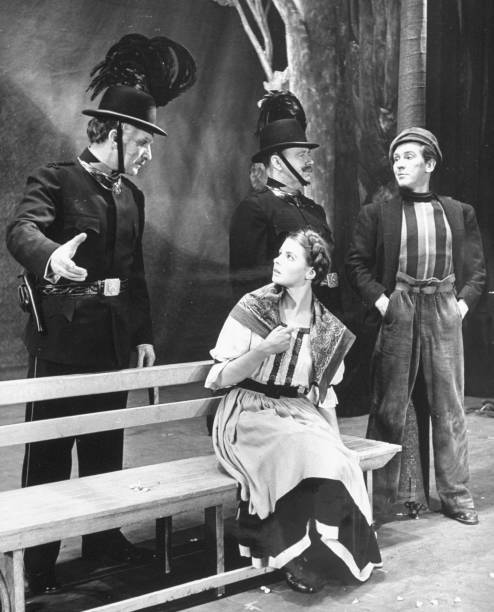
Bergman i Burgess Meredith w sztuce Liliom (1940)

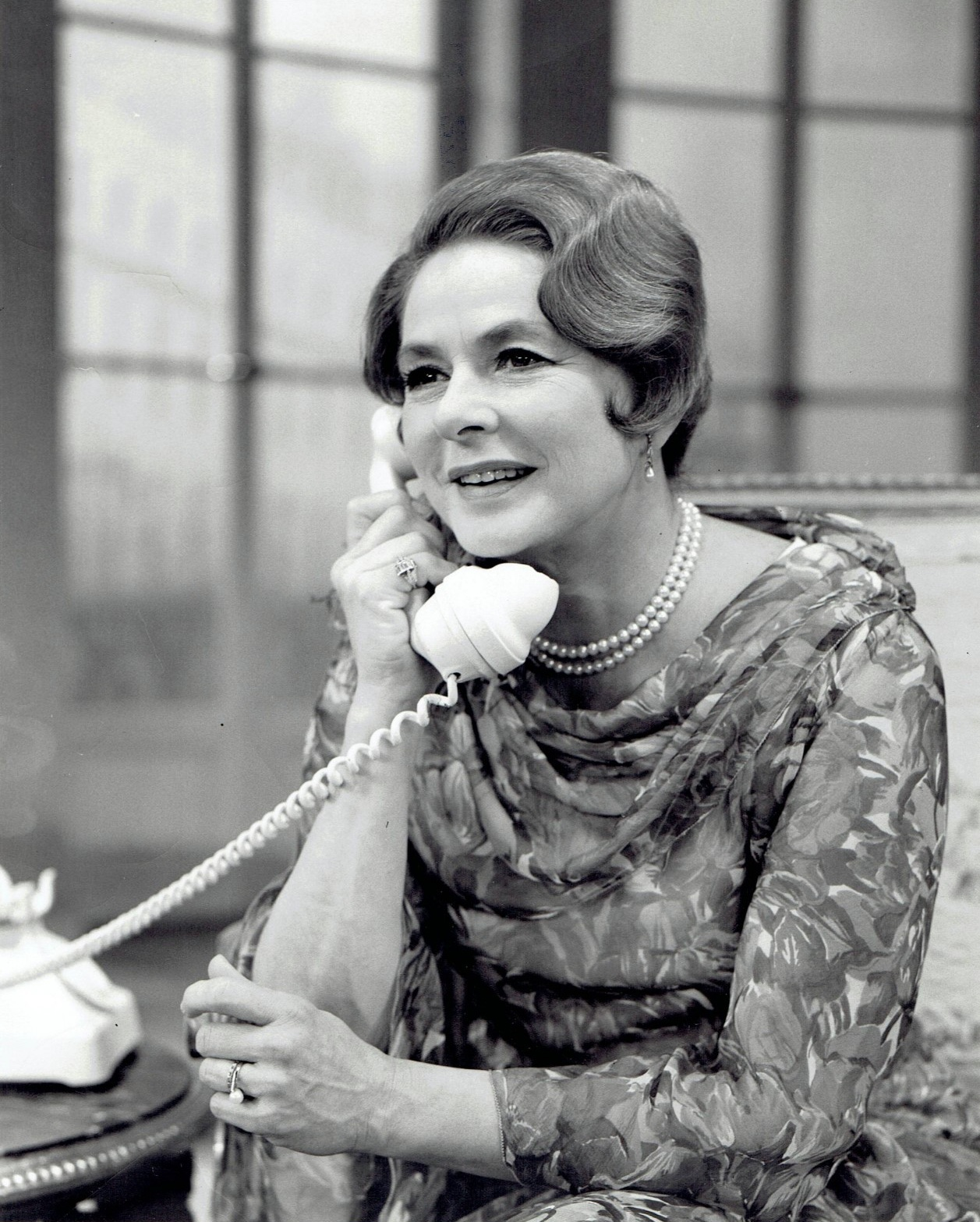
Bergman jako Constance Middleton w sztuce The Constant Wife (1975)

W 1933, przygotowując się do egzaminu wstępnego do szkoły aktorskiej Królewskiego Teatru Dramatycznego w Sztokholmie, opanowała trzy teksty: monologi z Orlątka Edmonda Rostanda, Gry snów Augusta Strindberga oraz scenkę o wiejskiej dziewczynie z węgierskiej komedii wieśniaczej. Pomagał jej nauczyciel dramatu Gabriel Alw; pobierała też prywatne lekcje z gimnastyki u Ruth Kylberg. Na pierwszym sierpniowym przesłuchaniu przed komisją stawiła się z czterdziestoma ośmioma kandydatami (do drugiego etapu wybierano siadem osób). Wygłosiwszy fragment dzieła Rostanda, w którym sportretowała nazywanego tytułowym Orlątkiem księcia, składająca się z dwudziestu członków komisja przerwała jej występ (po latach dowiedziała się, że zrobili to, ponieważ od razu dostrzegli jej talent i potencjał). Nazajutrz dostała wezwanie do drugiego etapu. Zaprezentowała interpretację z Gry snów i komiczną rolę lubieżnej wieśniaczki, po czym została przyjęta w poczet studentów (według danych w 1933 o osiem miejsc rywalizowało siedemdziesiąt pięć osób).
Debiutowała w kwietniu 1934, razem z koleżankami z pierwszego roku, jako statystka w zbiorowej scenie w spektaklu Rywale Richarda Brinsleya Sheridana, wystawianym 19 razy (od połowy maja do czerwca). Nie wypowiadała w nim żadnej kwestii. Grający w sztuce główną rolę Edvin Adolphson wspominał, że Bergman oraz jej koleżanka odpowiadały za zepsucie jednej ze scen, w której występował z Ingą Tidblad. „Właśnie, gdy miał miejsce ważny dialog, dwie eleganckie damy z parasolkami i szerokimi krynolinami z XVIII wieku przyszły i zachichotały przed naszą sofą, tak że publiczność nie mogła zobaczyć ani Ingi, ani mnie. Jedną z nich była Ingrid Bergman” – pisał. 20 sierpnia, ze względu na rozwijającą się karierę filmową, zrezygnowała z nauki w szkole aktorskiej, mimo sprzeciwu dyrektora, Olofa Molandera.
Do teatru powróciła w 1937, grając 15 stycznia w Komediteatern w szwedzkiej wersji (pod tytułem Timmen H) francuskiej sztuki L’Heure H pióra Pierre’a Chaine’a. Krytycy pozytywnie oceniali jej grę i wróżyli „wielkie powodzenie w przyszłych rolach dramatycznych”. Sztukę wystawiano 128 razy. Rok później, otrzymawszy pierwszą główną rolę, grała z Adolphsonem i Birgit Tengroth w politycznej satyrze Jean Busa Feketesa.
25 marca 1940 debiutowała na Broadwayu, występując w roli Julii w wystawianej przez sześć tygodni sztuce Liliom autorstwa Ferenca Molnára z 1909, której adaptacji dokonał Benjamin Glazer, a reżyserował Harry Howell. W głównej roli męskiej partnerował jej Burgess Meredith. Bergman, podobnie jak sztuka, zebrała przychylne oceny; Richard Watts Jr. z „New York Herald Tribune” pisał, że „panna Bergman wnosi do teatru świeżość i czystość, co jest całkowicie czarujące, a jej gra jest pełna wdzięku i szczerości”, z kolei Sidney B. Whipple z „New York World-Telegrama” zwracał uwagę, że „w grze panny Bergman widać pewną wiejską świeżość, która od razu wzbudza sympatię, a w bardziej emocjonalnych scenach widać dostojność i siłę, które również budzą głęboki szacunek”. Latem 1941 z powodzeniem grała tytułową bohaterkę dramatu Anna Christie pióra Eugene’a O’Neilla z 1921. Sztukę reżyserował John Houseman, który wspominał: „Praca z Ingrid to była czysta przyjemność. Była chętna, przejęta, dobrze przygotowana i dała mi wszystko, o co prosiłem, poza poczuciem, że Anna jest niezdrowa i zepsuta, i zniszczona; człowiek był pewien, że pod stylową sukienką ma wykrochmaloną, czystą i pachnącą bieliznę”. Kreacja prostytutki była najtrudniejszym wyzwaniem w jej dotychczasowym dorobku scenicznym. Mimo że dla części krytyków wydawała się zbyt „dobrą kobietą”, by z powodzeniem oddać znudzoną gorycz i rozpacz byłej prostytutki, próbującej znaleźć schronienie u ojca i drugą szansę na miłość, to pisano, że „nadała ona dramatowi O’Neilla poetycką interpretację, a robiąc to zyskała sobie miejsce w historii teatru Stanów Zjednoczonych”.

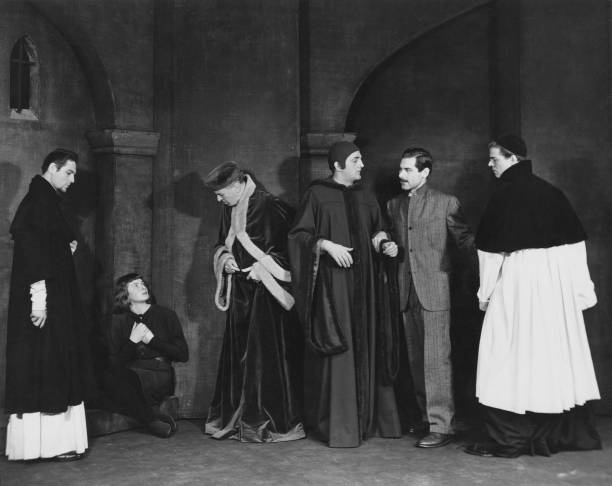
Bergman (druga od lewej) w sztuce Joanna z Lotaryngii (1946)

W sezonie 1946–1947, na zaproszenie Playwrights’ Company – w skład której wchodzili dramatopisarze Maxwell Anderson, Robert E. Sherwood, Elmer Rice i kompozytor Kurt Weill – portretowała Joannę d’Arc w reżyserowanej przez Margo Jones (zastąpionej później przez członka obsady Sama Wanamakera i syna Andersona, Alana) sztuce Joanna z Lotaryngii pióra Andersona, będącej jednym z broadwayowskich przebojów sezonu. Partnerowali jej w licznej obsadzie m.in. Wanamaker, Kenneth Tobey, Gilmore Bush, Romney Brent i Kevin McCarthy. Bergman – którą nagrodzono m.in. Drama League Award za wybitny występ i Tony – krytycy komplementowali w recenzjach, pisząc, że „niewielu ma sobie równych w całym królestwie iluzji” („New York Herald Tribune”) oraz, że „czystość jej ducha jest naprawdę bliska pobożności” („Saturday Review”). Z kolei Brooks Atkinson z „The New York Timesa” porównywał ją do Helen Hayes i Katharine Cornell. Łącznie sztukę wystawiano 199 razy, osiem razy w tygodniu, przez pół roku, od 18 listopada 1946 do 10 maja 1947.
Po wyjeździe do Włoch na scenę powróciła w sezonie 1953–1954 w śpiewanym misterium (mystère lyrique; dramatyczny rodzaj oratorium) Joanna d’Arc na stosie z 1938 z tekstem Paula Claudela i muzyką Arthura Honeggera, reżyserowanym przez jej męża Roberto Rosselliniego, ponownie wcielając się w Dziewicę Orleańską. Było ono sukcesem, wobec czego zakontraktowano jego wystawianie w innych europejskich teatrach, lecz z czasem, z uwagi na dużą częstotliwość, straciło na zainteresowaniu, mimo że Bergman, która na potrzeby roli opanowała tekst w pięciu językach (włoskim, szwedzkim, francuskim, hiszpańskim i angielskim), na ogół komplementowano. Doceniali ją również Claudel i Honegger. Od 1 lub 2 grudnia 1956 do 10 lipca 1957, a następnie, po miesięcznej przerwie wakacyjnej, do 31 października, występowała jako Laura Reynolds w trzyaktowej sztuce Herbata i sympatia Roberta Andersona, wystawianej w Théâtre de Paris i reżyserowanej przez Jeana Mercure. Za portretowanie żony nauczyciela Billa (Yves Vincent), która chcąc pomóc jednemu z prześladowanych uczniów (Jean-Loup Philippe), oskarżanego o homoseksualizm, wprowadza go w intymną relację, by mógł udowodnić swoją męskość, zebrała entuzjastyczne recenzje. W czasopiśmie „Combat” napisano: „[Panna Bergman] w pełni oddała się swojej roli i dała niezwykle wzruszający występ”, z kolei Jean Renoir przyznał, że „nigdy nie widziałem czegoś takiego jak ten występ. Nawet Sarah Bernhardt nie wypadła lepiej… ona potrafi uświetnić najbardziej trywialny film lub rolę”.

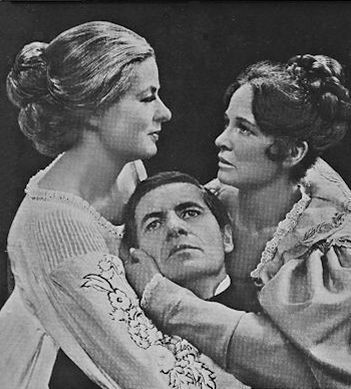
Bergman, Arthur Hill i Colleen Dewhurst w sztuce Jeszcze wspanialsze pałace (1968)

Tytułowa kreacja neurotycznej, niegodziwej i destrukcyjnej – charakteryzowanej mianem „współczesnej Lady Makbet uwięzionej w roli żony” – bohaterki w reżyserowanym przez Raymonda Rouleau dramacie Hedda Gabler Henrika Ibsena, w którą wcielała się w sezonie 1962–1963 w paryskim Théâtre Montparnasse, była na ogół przychylnie recenzowana, chociaż część krytyków uznało Bergman za „osobę o zbyt dobroczynnym duchu, aby w pełni oddać sprawiedliwość mściwej i złożonej bohaterce Ibsena”. Z entuzjastycznymi ocenami spotkała się jej interpretacja Natalii Pietrownej, znudzonej kobiety, która pragnie wypełnić swe życie romansem i ekscytacją, w komedii Miesiąc na wsi Iwana Turgieniewa, reżyserowanej przez Michaela Redgrave'a. Sztuka okazała się przebojem sezonu i była wystawiana od czerwca 1965 do marca 1966, m.in. na West Endzie. „The Times” napisał, że „[jest ona] aktorką odporną na zmiany mody i której gwiazdorska jakość jako bogini lodu z ciepłą ludzką sympatią pozostaje nienaruszona po ćwierćwieczu w publicznym świetle. Bardziej niż jakakolwiek inna artystka, jaką można sobie wyobrazić, uosabia stabilny romantyczny ideał pośród zmian”. W sezonie 1967–1968 występowała z Colleen Dewhurst i  Arthurem Hillem  w przeciętnie recenzowanej sztuce Jeszcze wspanialsze pałace O’Neilla z 1938 (reż. José Quintero). Początkowo wystawiano ją w Los Angeles, a następnie na Broadwayu, co było powrotem Bergman na nowojorską scenę po dwóch dekadach przerwy. I choć z jednej strony krytycy twierdzili, że jej obecność była „ciepła i mile widziana” oraz, że „gra z wprawą i swoim charakterystycznym urokiem”, to część z nich przekonywała, że nie pasowała do roli chciwej i nienawistnej Deborah Harford.
W sezonie 1971–1972 portretowała lady Cecily Waynflete we wznowieniu komedii Nawrócenie kapitana Brassbounda autorstwa George’a Bernarda Shawa z 1899, którą reżyserował Frith Banbury, a następnie Stephen Porter. Mimo sceptycznych recenzji (krytycy uważali sztukę za przestarzałą i nudną), nie schodziła z afisza przez dziewięć miesięcy, dzięki zainteresowaniu publiczności. Z początkiem 1972 przeniesiono ją z londyńskiego West Endu do Stanów Zjednoczonych i Kanady (jako jedna z 56 sztuk wystawianych tego sezonu w Nowym Jorku przynosiła zyski).
Kreacja Constance Middleton we wznowionej komedii pióra Williama Somerseta Maughama The Constant Wife – reżyserowanej przez partnera scenicznego Johna Gielguda – zyskała aprobatę widowni. Sztuka, chociaż zbierała umiarkowane recenzje, była przebojem sezonu 1973 w Londynie, dzięki czemu nie schodziła z afisza na West Endzie przez osiem miesięcy, do maja 1974. Od stycznia do połowy maja 1975, bijąc frekwencyjne rekordy, była grana w Stanach Zjednoczonych. Ostatni raz w teatrze występowała z Wendy Hiller w sezonie 1977–1978 w reżyserowanej przez Patricka Garlanda przebojowej sztuce Waters of the Moon pióra N.C. Huntera z 1951, którą prezentowano m.in. w angielskiej stolicy w styczniu 1978. Łącznie odbyło się 180 przedstawień. W jednej z recenzji pisano, że „Ingrid Bergman uchwyciła istotę tej sztuki i bez reszty uczyniła ją własną”.
| Rok (sezon) | Tytuł                           | Rola                                      | Teatr                               | Źr              |
| ----------- | ------------------------------- | ----------------------------------------- | ----------------------------------- | --------------- |
| 1934        | Rywale                          | statystka                                 | Królewski Teatr Dramatyczny         | [ 175 ] [ 177 ] |
| 1937        | L’Heure H                       | Claire                                    | Komediteatern                       | [ 179 ] [ 210 ] |
| 1938        | Jean                            | b.d.                                      | Oscarsteatern                       | [ 180 ] [ 181 ] |
| 1940        | Liliom                          | Julia                                     | 44th Street Theatre                 | [ 211 ] [ 212 ] |
| 1941        | Anna Christie                   | Anna „Christie” Christopherson            | Lobero Theatre                      | [ 211 ] [ 213 ] |
| 1946–1947   | Joanna z Lotaryngii             | Joanna d’Arc / Maria Grey (w interludium) | Alvin Theatre                       | [ 214 ]         |
| 1953–1954   | Joanna d’Arc na stosie          | Joanna d’Arc                              | San Carlo Opera House               | [ 215 ]         |
| 1956–1957   | Herbata i sympatia              | Laura Reynolds                            | Théâtre de Paris                    | [ 216 ]         |
| 1962–1963   | Hedda Gabler                    | Hedda Gabler                              | Théâtre Montparnasse                | [ 124 ] [ 217 ] |
| 1965–1966   | Miesiąc na wsi                  | Natalia Pietrovna                         | Yvonne Arnaud Theatre               | [ 126 ] [ 218 ] |
| 1967–1968   | Jeszcze wspanialsze pałace      | Deborah Harford                           | Ahmanson Theatre Broadhurst Theatre | [ 219 ]         |
| 1971–1972   | Nawrócenie kapitana Brassbounda | lady Cecily Waynflete                     | Cambridge Theatre                   | [ 129 ] [ 220 ] |
| 1973–1975   | The Constant Wife               | Constance Middleton                       | Albery Theatre                      | [ 221 ] [ 222 ] |
| 1977–1978   | Waters of the Moon              | Helen Lancaster                           | Chichester Festival Theatre         | [ 221 ] [ 223 ] |